# Purpurstärling

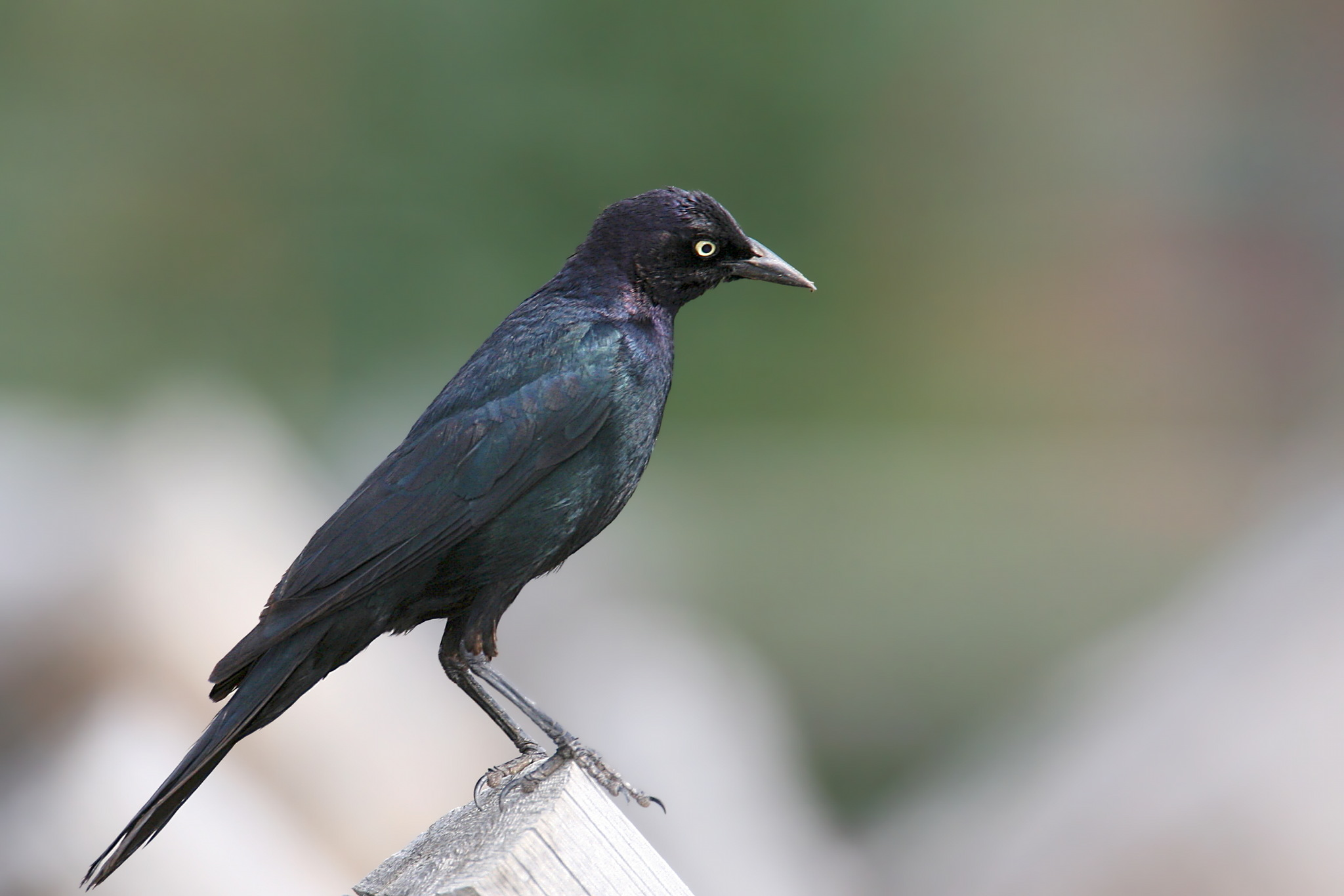
Männlicher Purpurstärling im Schlichtkleid

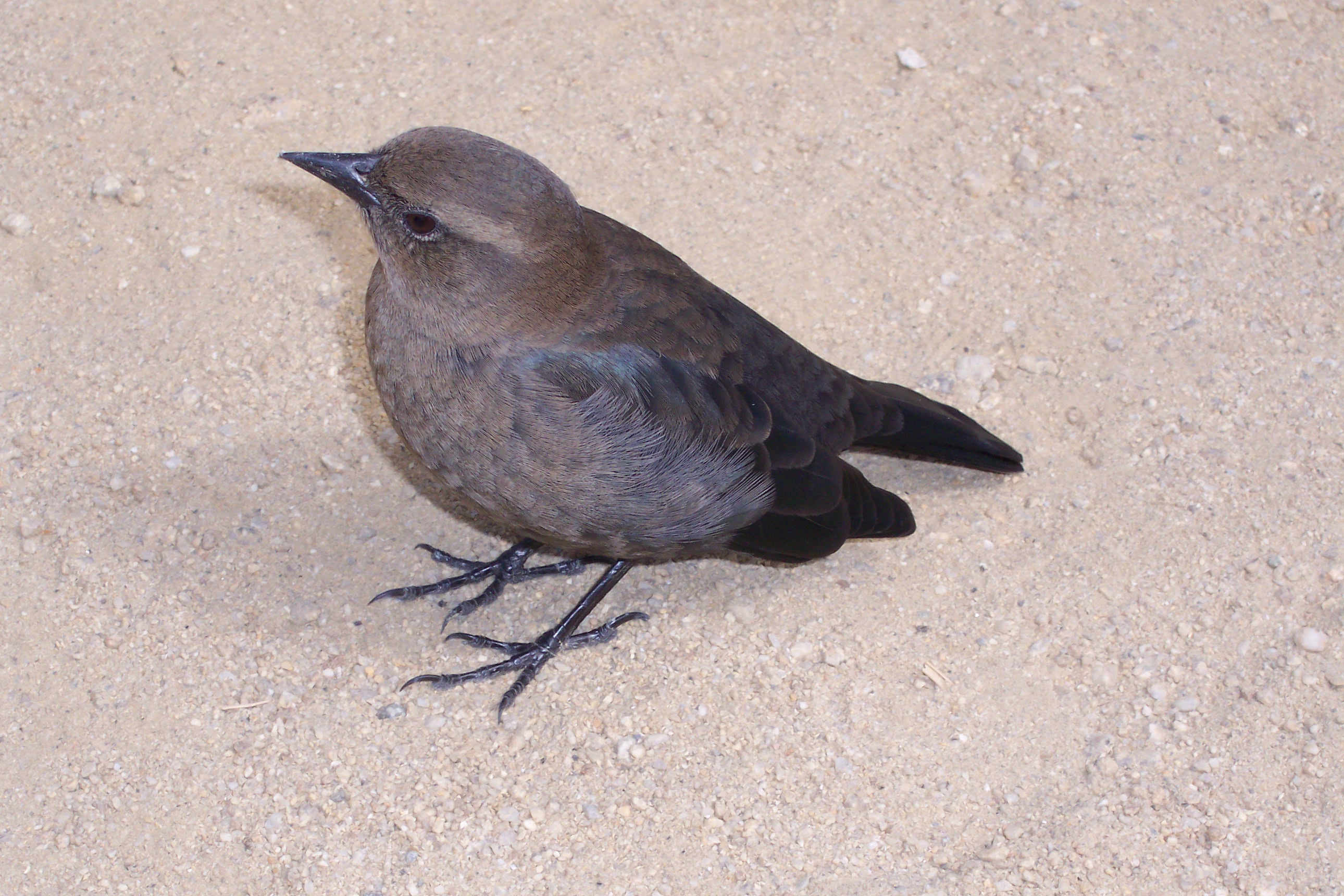
Weiblicher Purpurstärling im Schlichtkleid

Der Purpurstärling (Euphagus cyanocephalus) ist ein nordamerikanischer Singvogel aus der Familie der Stärlinge (Icteridae).

## Merkmale
Im Prachtkleid ist das gelbäugige Männchen völlig schwarz gefärbt mit purpurviolettem Schimmer an Kopf und Hals sowie grünlichem Glanz am Körper. Dagegen schillert es im Schlichtkleid weniger stark.
Das Weibchen ist oberseits graubraun und unterseits etwas heller gefärbt und hat braune Augen.

## Vorkommen
Der Purpurstärling brütet in Südkanada, weiten Teilen der USA und überwintert vom Mittleren Westen und der südlichen USA bis Mexiko. Er bewohnt Wiesen, Felder und Stadtgebiete. Besonders im Osten ist er ein häufiger Gast in Gärten.
Wo sich das Verbreitungsgebiet mit dem des Purpur-Grackels überschneidet, lebt er eher in offenen Gegenden, während der Grackel Lebensräume in der Stadt oder am Stadtrand bevorzugt.

## Verhalten
Der Vogel schließt sich gern, auch mit anderen Arten wie der Gelbschnabelelster, zu großen Schwärmen zusammen. Durch das massenhafte Auftreten wird er manchmal als Landplage angesehen. Er sucht im flachen Wasser oder am Boden nach Sämereien und Wirbellosen. Manchmal werden Insekten im Flug gefangen.

## Brutbiologie
Der Purpurstärling nistet in lockeren Kolonien, die einige wenige, aber auch bis zu 100 Brutpaare umfassen können.
Das Weibchen legt in ein unförmiges, ballartiges Nest in einem Busch oder Baum drei bis sieben Eier, welche etwa zwei Wochen lang bebrütet werden. Nach rund zwei Wochen werden die Jungen flügge.